# Oman Club
Maillots
Actualités
Le Oman Club (en arabe : نادي عمان) est un club omani de football fondé en 1942 et basé à Mascate, capitale du pays.
Il joue ses matchs à domicile au Royal Oman Police Stadium.

## Historique
- 1942 : fondation du club

## Palmarès
| Compétitions nationales                                                                           | Compétitions internationales                            |
| ------------------------------------------------------------------------------------------------- | ------------------------------------------------------- |
| - Championnat d'Oman (1) : - Champion : 1996-97. - Coupe d'Oman (2) : - Vainqueur : 1979 et 1994. | - Ligue des champions de l'AFC : - Finaliste : 1993-94. |